# Andrés Carretero Pérez
Andrés Carretero Pérez (Madrid, 1955) és Doctor en Geografia i Història i membre del Cos Facultatiu de Conservadors de Museus. Actualment i des de 2010 és el director del Museu Arqueològic Nacional d'Espanya a Madrid.

## Carrera
Carretero Pérez ha estat director/sotsdirector de nombrosos museus a Espanya, començant per la Sotsdirecció del Museu del Poble Espanyol que va mantenir des de 1984 a 2001. De 1991 a 1994 va assumir la Direcció dels Museus Estatals del Ministeri de Cultura; poc després seria Sotsdirector del Museu Nacional d'Antropologia d'Espanya entre 1994 i 2002 i dos anys després va ser Director del Museu del Vestit entre 2004 i 2008. Des de l'any 2010 assumeix la direcció del Museu Arqueològic Nacional.
El Museu Arqueòlogic Nacional va començar el 2008 la seva obra de reforma. L'any 2011 va caldre tancar el museu. L'obra es va donar per acabada el 2012. En paral·lel es va realitzar el projecte museogràfic, de muntatge de l'exposició, que va acabar al desembre de 2013.) 

## Obra

### Llibres
- Alfarería popular de Tajueco amb Matilde Fernández Montes i María Dolores Albertos Solera. Ministerio de Cultura, 1981. ISBN 84-7483-184-9
- Estudio etnográfico de la alfarería conquense María Dolores Albertos Solera, Matilde Fernández Montes i Aurelio Lorente.Cuenca : Excelentísima Diputación Provincial, D.L. 1978. ISBN 84-500-2916-3

### Articles
- Renovarse y mantener las esencias: el nuevo Museo Arqueológico Nacional amb Carmen Marcos Alonso. Boletín del Museo Arqueológico Nacional, ISSN 0212-5544, Nº 32, 2014
- El nuevo Museo Arqueológico Nacional, a la búsqueda de nuevos públicos.Museos.es: Revista de la Subdirección General de Museos Estatales, ISSN 1698-1065, Nº. 9-10, 2013-2014
- El Museo del Traje: breve presentación. Indumenta: Revista del Museo del Traje, ISSN 1888-4555, Nº. 0, 2007
- El Museo del Traje: Centro de Investigación del Patrimonio Etnológico. RdM. Revista de Museología: Publicación científica al servicio de la comunidad museológica, ISSN 1134-0576, Nº. 29, 2004
- Colecciones a raudales. Anales del Museo Nacional de Antropología, ISSN 1135-1853, Nº 9, 2002
- Domus y la gestión de las colecciones museísticas. Marq, arqueología y museos, ISSN 1885-3145, Nº. 0, 2005 (Ejemplar dedicado a: Museos, arqueología y nuevas tecnologías)
- Anales del Museo del Pueblo Español y Anales del Museo Nacional de Antropología. Aproximación bibliométrica. Revista de dialectología y tradiciones populares, ISSN 0034-7981, Tomo 57, Cuaderno 1, 2002
- El Proyecto de Normalización: Documental de Museos: reflexiones y perspectivas. PH: Boletín del Instituto Andaluz del Patrimonio Histórico, ISSN 1136-1867, Año nº 9, Nº 34, 2001
- La Museología, ¿una práctica o una disciplina científica?.Museo: Revista de la Asociación Profesional de Museólogos de España, ISSN 1136-601X, Nº. 1, 1996 (Ejemplar dedicado a: Formación y selección de profesionales de museos)
- Técnicas alfareras andaluzas amb Matilde Fernández Montes i Carmen Ortiz García. Revista de dialectología y tradiciones populares, ISSN 0034-7981, Cuaderno 42, 1987,